# Kolonna publications
«Kolonna publications» («Колонна пабликейшнс») — тверское книжное издательство. Основано в 1997 году Дмитрием Боченковым, который в настоящее время занимает пост директора издательства. Главный редактор — Дмитрий Волчек.

## История
Издательство открылось в начале 1997 года выпуском небольшого сборника рассказов «Короткая лесбийская проза», который составили переводы с английского и французского языков. Первые годы «Kolonna» «специализировалась исключительно на гей-литературе» и опубликовала ряд книг, объединённых в «Тематическую серию»: были изданы, в частности, романы Александра Ильянена, сборник рассказов Вадима Калинина, стихи и проза Ярослава Могутина. В 1999 году началось сотрудничество издательства с «Митиным журналом», а в 2002 они объединились, и Дмитрий Боченков уступил место главного редактора Дмитрию Волчеку, сохранив за собой должность директора..
С 30 марта 2022 года деятельность издательства приостановлена, бо́льшая часть книг выложена для бесплатного скачивания.

## Политика издательства
«Kolonna publications» специализируется на выпуске маргинальной российской и зарубежной прозы, публикует малоизвестные в России произведения классиков литературы XX века, «фактически открывая русскому читателю» многие яркие писательские имена. В качестве идейных предшественников своего издательского проекта Дмитрий Волчек называет «Black Sun Press» Гарри Кросби, где в 1920-е годы выходили книги Паунда, Каммингса и Джойса, и «Olympia Press» Мориса Жиродиа, где увидели свет «Лолита» Набокова, первые романы Уильяма Берроуза и Генри Миллера, эротическая проза Жоржа Батая. При выборе книг для «Kolonna publications» главный редактор руководствуется исключительно личными читательскими предпочтениями, более того, Волчек уверен, «можно вообще ничего не читать в жизни, кроме книг „Колонны“. Представьте себе библиотеку, где стоят рядом все эти книги: „Некрофил“, „Мучения члена“, „Люцифер“, „Похвала сладострастию“ — настоящая тайная вселенная».
Большинство книг «Kolonna publications» выходит в одной из двух книжных серий. По словам Дмитрия Волчека, это разделение «скорее условное, чем формальное». В серии Crème de la Crème (в переводе с фр. — «Лучшее из лучшего») издаётся «классика мировой литературы», представленная такими фигурами, как Антонен Арто, Пол Боулз, Роберт Вальзер, Гай Давенпорт, Альфред Дёблин, Эльфрида Елинек, Петер Надаш, Ален Роб-Грийе, Луи-Фердинанд Селин, Гертруда Стайн. Серию Vasa Iniquitatis (в переводе с лат. — «Сосуд беззаконий») составляют «трансгрессивные тексты», которые «можно назвать альтернативной классикой». В ней выходят книги Кэти Акер, Пьера Буржада, Моник Виттиг, Габриэль Витткоп, Эрве Гибера, Пьера Гийота, Кеннета Гранта, Тони Дювера, Ладислава Климы, Герарда Реве, Эрика Стенбока, Алехандро Ходоровски. По мнению Дмитрия Волчека, без этих «диких, опасных книг не было бы нашей свободы». Тем не менее, существуют определённые границы, которые издатель переступать не готов, поскольку считает, что «в Россию, страну, где зло бьёт фонтанами из каждого крана, не стоит ещё и закачивать чужеземный ужас». Помимо упомянутых выше авторов среди наиболее существенных для издательской политики «Kolonna publications» зарубежных писателей — Жорж Батай, Уильям Берроуз, Джослин Брук, Алистер Кроули, Джеймс Парди, Уника Цюрн, Альфред Честер, Ханс Хенни Янн.
Русская литература в продукции издательства представлена прежде всего такими именами, как Андрей Башаримов, Евгения Дебрянская, Александр Ильянен, Александр Маркин, Юлия Кисина, Маруся Климова, Илья Масодов, Гарик Осипов, Егорий Простоспичкин, Ярослав Могутин. За публикацию трилогии Масодова «Мрак твоих глаз» издательство получило предупреждение Министерства печати России. Выдержку из этого предупреждения «Kolonna» поместила на обложку следующего романа Масодова «Черти»: «В книге описываются убийства, глумления над трупами, непристойные сцены, провоцирующие низменные инстинкты. <…> Главными героями являются дети, поступки которых основываются на насилии и жестокости». К выпуску поэзии «Kolonna publications» обращается нечасто, однако публикация книг Шиша Брянского, Ярослава Могутина, Валерия Нугатова, Алексея Хвостенко стала заметным событием в российском поэтическом книгоиздании. Авторам, чьи стихотворные сборники выходят в издательстве, свойственны «внимание к гендерной проблематике, эстетический радикализм, ориентация на европейский андеграунд, предпочтение маргинальных форм бытования литературы». Тиражи книг, выходящих в «Kolonna publications», «ниже порога окупаемости» и, как правило, не превышают тысячи экземпляров. Как признаёт Дмитрий Волчек, «Kolonna publications» — «не бизнес-проект, а игрушка», издательство «существует вне рынка» и поддерживается группой меценатов.